# جنوبگان ۲۴۰۴
سیارک ۲۴۰۴ (به انگلیسی: 2404 Antarctica، نامگذاری:1980TE) دو هزار و چهارصد و چهارمین سیارک کشف شده‌است که در ۱ اکتبر ۱۹۸۰ کشف شد.
قدر مطلق سیارک برابر ۱۱٫۴۰ است.